# Bastillen
Bastillen, formelt kaldet Bastille Saint-Antoine, var en befæstet borg i Paris. Borgen spillede en vigtig rolle under de interne konflikter i Frankrig og var i det meste af sin historie benyttet som et statsfængsel af de franske konger. Stormen på Bastillen den 14. juli 1789 under den franske revolution blev et vigtigt symbol under revolutionen og den republikanske bevægelse. Bygningen blev kort efter revet ned. På stedet, hvor Bastillen lå, ligger nu Bastillepladsen, Place de la Bastille.
Den har lagt navn til Frankrigs nationaldag, Bastilledagen, der fejres på dagen for Stormen på Bastillen, den 14. juli. Bastillen er en fordanskning af det franske ord bastille (= lille bastion).

## Stormen på Bastillen
En af de umiddelbare årsager til stormen på Bastillen skal findes den 2. juli 1789, da den indsatte marquis de Sade råbte til en folkemængde uden for fængslet, at man var begyndt at dræbe fangerne derinde. Dette var imidlertid ikke tilfældet, og de Sade blev umiddelbart efter overflyttet til sindssygehuset Charenton.
En årsag til stormen på Bastillen kan have været, at Bastillen rummede et større våben- og ammunitionslager, som revolutionære kræfter i Paris var meget interesserede i.
En senere tids historikere er enige om, at stormen på Bastillen havde en mere symbolsk funktion, da begivenheden i fuldt omfang blev udnyttet af de revolutionære kræfter til propaganda imod det siddende regime. Dele af gamle rustninger, der befandt sig i borgen, blev påstået at have tjent som tvangstrøjer af jern, og en tandet del af trykpressen blev fremstillet som et torturinstrument. Kun syv fanger sad indespærrede, hvoraf de fire var falsknere og dømt efter straffeloven, mens de tre resterende var sindslidende.
Stormen på Bastillen var ikke en afgørende militær begivenhed. Borgen var uden betydning for kongen, men alligevel blev stormen på Bastillen noget, befolkningen lagde vægt på. Her viste det sig, at borgerne i Paris kunne tvinge kongen til at bøje sig, og at store dele af hæren støttede dem i deres kamp. Siden 1789 er den 14. juli blevet fejret som Frankrigs nationaldag.
Efter stormen på Bastillen blev fængslet revet ned. Den lå på adressen "rue Saint Antoine nr 232". Stedet udgør i dag Bastillepladsen.

## Historie
Bastillen var rejst ved slutningen af 1300-tallet under kong Karl 5., til forsvar mod engelske tropper, men blev senere omdannet til statsfængsel. Det var dog først under kardinal Richelieu, Bastillen blev et sted, hvor statsfjender forsvandt sporløst. Den var ikke bygget for at modstå belejring; i 1789 rummede den madvarelagre for kun to dage, og ingen drikkevandsforsyning overhovedet. Blandt de kendteste fanger i Bastillen kan nævnes Marquis de Sade og Manden med jernmasken.